# Abdul Hamid Sebba
Abdul Hamid Sebba (Araguari, 2 de dezembro de 1934 — Goiânia, 9 de abril de 2021) foi um político brasileiro.
Foi eleito deputado estadual em dois mandatos, de 1995 a 1998 e de 1999 a 2003. Em 2001, deixou o Partido Liberal para se filiar ao Partido Social Trabalhista (1996).
Morreu em abril de 2021, vítima da COVID-19, num hospital privado de Goiânia.